# Tournée de l'équipe des Lions britanniques et irlandais de rugby à XV en 2017
Navigation
2013 2021
Les Lions britanniques et irlandais ou Lions britanniques disputent du 3 juin au 8 juillet 2017 une tournée en Nouvelle-Zélande.
La tournée se compose de dix matchs. Les Lions débutent par une rencontre contre les Barbarians de la Nouvelle-Zélande, puis rencontrent les cinq franchises professionnelles néo-zélandaises du Super Rugby : Blues, Crusaders, Highlanders, Chiefs et Hurricanes, ainsi que l'équipe des Māoris All Blacks. La tournée se conclut par trois rencontres avec l'équipe de Nouvelle-Zélande.
Le manager principal choisi en septembre 2016 est le Néo-Zélandais entraineur du pays de Galles, Warren Gatland. C'est la seconde fois qu'il occupe ce poste après sa tournée victorieuse en Australie en 2013. Il choisit ainsi le même capitaine, le Gallois Sam Warburton.
La dernière tournée des Lions en Nouvelle-Zélande date de 2005, les All Blacks s'était alors imposés 3 à 0.

## Calendrier

### Annonce du calendrier
Le programme de la tournée des Lions est dévoilé le 9 juillet 2015. Comme matchs de préparation, le calendrier prévoit une rencontre contre chacune des franchises de Super Rugby néo-zélandaises, alors qu'auparavant, les Lions jouaient contre les équipes provinciales de l'ancien National Provincial Championship. Les Lions affronteront malgré tout une équipe provinciale en ouverture de tournée. Les Lions retrouveront également les Maoris de Nouvelle-Zélande, seule équipe ayant réussi à les faire tomber en match de préparation lors de la précédente tournée en 2005.
Les trois test-matchs se dérouleront deux fois à l'Eden Park d'Auckland et le second se déroulera au Westpac Stadium de Wellington. Les matchs de préparation se dérouleront avant le premier test-match, à l'exception de la rencontre face aux Wellington Hurricanes qui se déroulera entre le premier et le deuxième test-match.
La tournée se déroule sur 36 jours, débute le 3 juin avec la rencontre contre une équipe provinciale au Toll Stadium de Whangarei et se termine le 8 juillet à l'Eden Park d'Auckland.

### Changements
Les Lions prévoyaient d'organiser un premier match de préparation contre les États-Unis, mais l'idée est finalement abandonné le 6 juillet 2015 en raison de l'indisponibilité de certains joueurs américains retenus par leurs clubs et du doute engendré sur la compétitivité des US Eagles,. En 2014, un match contre les Pacific Islanders a également été envisagé, mais est resté non abouti,.
La fédération néo-zélandaise de rugby (NZRU) décide de changer le programme du match d'ouverture qui était initialement prévu contre une province. La NZRU souhaite finalement récompenser les Barbarians de la Nouvelle-Zélande pour leur performance en mars 2016 d'avoir fait tomber les Maoris All Blacks. Ainsi, les Barbarians disputeront le premier match de la tournée avec une sélection des meilleurs joueurs de Mitre 10 Cup participant au Super Rugby.

### Dates de la tournée
Dates :
- 9 juillet 2015 : dévoilement programme ;
- 7 septembre 2016 : désignation du staff ;
- 19 avril 2017 : annonce d'un groupe de 41 pour les Lions.

| Date        | Équipe 1 (domicile)               | Score   | Équipe 2 (extérieur) | Lieu                                   |
| ----------- | --------------------------------- | ------- | -------------------- | -------------------------------------- |
| 3 juin      | Barbarians de la Nouvelle-Zélande | 7 - 13  | Lions britanniques   | Toll Stadium, Whangarei                |
| 7 juin      | Blues                             | 22 - 16 | Lions britanniques   | Eden Park, Auckland                    |
| 10 juin     | Crusaders                         | 3 - 12  | Lions britanniques   | AMI Stadium, Christchurch              |
| 13 juin     | Highlanders                       | 23 - 22 | Lions britanniques   | Forsyth Barr Stadium, Dunedin          |
| 17 juin     | Māori All Blacks                  | 10 - 32 | Lions britanniques   | Rotorua International Stadium, Rotorua |
| 20 juin     | Chiefs                            | 6 - 34  | Lions britanniques   | Waikato Stadium, Hamilton              |
| 24 juin     | Nouvelle-Zélande                  | 30 - 15 | Lions britanniques   | Eden Park, Auckland                    |
| 27 juin     | Hurricanes                        | 31 - 31 | Lions britanniques   | Westpac Stadium, Wellington            |
| 1er juillet | Nouvelle-Zélande                  | 21 - 24 | Lions britanniques   | Westpac Stadium, Wellington            |
| 8 juillet   | Nouvelle-Zélande                  | 15 - 15 | Lions britanniques   | Eden Park, Auckland                    |

## Effectifs de la tournée

### Lions
Le 7 septembre 2016, le Néo-Zélandais Warren Gatland est nommé pour la deuxième fois consécutive sélectionneur des Lions britanniques et irlandais. Il annonce la liste initiale de 41 joueurs le 19 avril 2017 et son capitaine, qui occupe le poste pour la seconde fois consécutive, le troisième ligne aile et capitaine du pays de Galles, Sam Warburton. Initialement, le groupe de 41 joueurs est constitué de seize Anglais, douze Gallois, onze Irlandais et deux Écossais. Dylan Hartley, talonneur et capitaine du XV de la Rose n'a pas été retenu.
Le premier joueur à déclarer forfait pour la tournée est le demi de mêlée anglais Ben Youngs qui souhaite rester aux côtés de sa belle-sœur, femme de l'ex-Lion Tom Youngs, en phase terminale d'un cancer. Il est alors remplacé par le capitaine écossais, Greig Laidlaw. Le premier forfait sur blessure intervient pour Billy Vunipola, remplacé par son compatriote James Haskell.
Les joueurs en gras ont déjà participé à une tournée des Lions.
| Nom             | Poste                  | Âge (au 3 juin) | Matches (Lions) | Sélection      | Club               |
| --------------- | ---------------------- | --------------- | --------------- | -------------- | ------------------ |
| Dan Cole        | Pilier                 | 30 ans          | 74 (3)          | Angleterre     | Leicester Tigers   |
| Tadhg Furlong   | Pilier                 | 24 ans          | 16              | Irlande        | Leinster           |
| Joe Marler      | Pilier                 | 26 ans          | 51              | Angleterre     | Harlequins         |
| Jack McGrath    | Pilier                 | 27 ans          | 41              | Irlande        | Leinster           |
| Kyle Sinckler   | Pilier                 | 24 ans          | 8               | Angleterre     | Harlequins         |
| Mako Vunipola   | Pilier                 | 26 ans          | 42 (3)          | Angleterre     | Saracens           |
| Rory Best       | Talonneur              | 34 ans          | 104             | Irlande        | Ulster             |
| Jamie George    | Talonneur              | 26 ans          | 17              | Angleterre     | Saracens           |
| Ken Owens       | Talonneur              | 30 ans          | 50              | Pays de Galles | Llanelli Scarlets  |
| Iain Henderson  | Deuxième ligne         | 25 ans          | 32              | Irlande        | Ulster             |
| Maro Itoje      | Deuxième ligne         | 22 ans          | 12              | Angleterre     | Saracens           |
| Alun Wyn Jones  | Deuxième ligne         | 31 ans          | 110 (6)         | Pays de Galles | Ospreys            |
| George Kruis    | Deuxième ligne         | 27 ans          | 20              | Angleterre     | Saracens           |
| Courtney Lawes  | Deuxième ligne         | 28 ans          | 58              | Angleterre     | Northampton Saints |
| James Haskell   | Troisième ligne aile   | 32 ans          | 75              | Angleterre     | Wasps              |
| Ross Moriarty   | Troisième ligne aile   | 23 ans          | 17              | Pays de Galles | Gloucester RFC     |
| Sean O'Brien    | Troisième ligne aile   | 30 ans          | 49 (2)          | Irlande        | Leinster           |
| Peter O'Mahony  | Troisième ligne aile   | 27 ans          | 40              | Irlande        | Munster            |
| Justin Tipuric  | Troisième ligne aile   | 27 ans          | 51 (1)          | Pays de Galles | Ospreys            |
| Sam Warburton   | Troisième ligne aile   | 28 ans          | 73 (2)          | Pays de Galles | Cardiff Blues      |
| Taulupe Faletau | Troisième ligne centre | 26 ans          | 66 (1)          | Pays de Galles | Bath               |
| CJ Stander      | Troisième ligne centre | 27 ans          | 15              | Irlande        | Munster            |
| Greig Laidlaw   | Demi de mêlée          | 31 ans          | 58              | Écosse         | Gloucester RFC     |
| Conor Murray    | Demi de mêlée          | 28 ans          | 58 (2)          | Irlande        | Munster            |
| Rhys Webb       | Demi de mêlée          | 28 ans          | 28              | Pays de Galles | Ospreys            |
| Dan Biggar      | Demi d'ouverture       | 27 ans          | 56              | Pays de Galles | Ospreys            |
| Owen Farrell    | Demi d'ouverture       | 25 ans          | 52 (1)          | Angleterre     | Saracens           |
| Jonathan Sexton | Demi d'ouverture       | 31 ans          | 66 (3)          | Irlande        | Leinster           |
| Jonathan Davies | Centre                 | 29 ans          | 64 (3)          | Pays de Galles | Llanelli Scarlets  |
| Robbie Henshaw  | Centre                 | 23 ans          | 24              | Irlande        | Leinster           |
| Jonathan Joseph | Centre                 | 26 ans          | 33              | Angleterre     | Bath               |
| Jared Payne     | Centre                 | 31 ans          | 20              | Irlande        | Ulster             |
| Ben Te'o        | Centre                 | 30 ans          | 8               | Angleterre     | Worcester Warriors |
| Elliot Daly     | Ailier                 | 24 ans          | 13              | Angleterre     | Wasps              |
| George North    | Ailier                 | 25 ans          | 69 (3)          | Pays de Galles | Northampton Saints |
| Jack Nowell     | Ailier                 | 24 ans          | 24              | Angleterre     | Exeter Chiefs      |
| Tommy Seymour   | Ailier                 | 28 ans          | 33              | Écosse         | Glasgow Warriors   |
| Anthony Watson  | Ailier                 | 23 ans          | 20              | Angleterre     | Bath               |
| Liam Williams   | Ailier                 | 26 ans          | 38              | Pays de Galles | Llanelli Scarlets  |
| Leigh Halfpenny | Arrière                | 28 ans          | 71 (3)          | Pays de Galles | RC Toulon          |
| Stuart Hogg     | Arrière                | 24 ans          | 53              | Écosse         | Glasgow Warriors   |

#### Absents et remplacements
Les joueurs suivants étaient dans la liste initiale mais ont dû déclarer forfait pour la tournée :
- Ben Youngs, remplacé par Greig Laidlaw ;
- Billy Vunipola, remplacé par James Haskell ;
- Stuart Hogg doit déclarer forfait pour la suite de la tournée le 13 juin ;
- Ross Moriarty doit déclarer forfait pour la suite de la tournée le 17 juin.

Avant les test-matchs, Warren Gatland fait appel à six nouveaux joueurs afin de pallier de potentielles blessures et de reposer son effectif. Il fait appel à quatre Gallois et à deux Écossais.
| Nom            | Poste            | Âge (au 3 juin) | Matches (Lions) | Sélection      | Club                  |
| -------------- | ---------------- | --------------- | --------------- | -------------- | --------------------- |
| Allan Dell     | Pilier           | 25 ans          | 9               | Écosse         | Édimbourg             |
| Tomas Francis  | Pilier           | 25 ans          | 23              | Pays de Galles | Exeter Chiefs         |
| Kristian Dacey | Talonneur        | 27 ans          | 4               | Pays de Galles | Cardiff Blues         |
| Cory Hill      | Deuxième ligne   | 25 ans          | 6               | Pays de Galles | Newport Gwent Dragons |
| Gareth Davies  | Demi de mêlée    | 26 ans          | 25              | Pays de Galles | Llanelli Scarlets     |
| Finn Russell   | Demi d'ouverture | 24 ans          | 28              | Écosse         | Glasgow Warriors      |

### Nouvelle-Zélande
Steve Hansen, sélectionneur des All Blacks, annonce la liste des joueurs sélectionnés le 8 juin. Deux joueurs sont appelés pour la première fois, Jordie Barrett et Ngani Laumape qui évoluent tous deux chez les Hurricanes. Les trois frères Barrett (Beauden, Scott et Jordie) sont le premier trio de frères à être sélectionné en même temps chez les All Blacks.
| Nom                 | Poste                  | Âge (au 24 juin) | Matches (points) | Franchise   | Province         |
| ------------------- | ---------------------- | ---------------- | ---------------- | ----------- | ---------------- |
| Wyatt Crockett      | Pilier                 | 34 ans           | 58 (10)          | Crusaders   | Canterbury       |
| Charlie Faumuina    | Pilier                 | 30 ans           | 46 (20)          | Blues       | Auckland         |
| Owen Franks         | Pilier                 | 29 ans           | 90 (0)           | Crusaders   | Canterbury       |
| Joe Moody           | Pilier                 | 28 ans           | 24 (5)           | Crusaders   | Canterbury       |
| Ofa Tu'ungafasi     | Pilier                 | 25 ans           | 4 (0)            | Blues       | Auckland         |
| Dane Coles          | Talonneur              | 30 ans           | 49 (45)          | Hurricanes  | Wellington       |
| Codie Taylor        | Talonneur              | 26 ans           | 15 (15)          | Crusaders   | Canterbury       |
| Nathan Harris       | Talonneur              | 25 ans           | 4 (10)           | Chiefs      | Bay of Plenty    |
| Scott Barrett       | Deuxième ligne         | 23 ans           | 4 (5)            | Crusaders   | Canterbury       |
| Brodie Retallick    | Deuxième ligne         | 26 ans           | 60 (10)          | Chiefs      | Hawke's Bay      |
| Luke Romano         | Deuxième ligne         | 31 ans           | 26 (10)          | Crusaders   | Canterbury       |
| Sam Whitelock       | Deuxième ligne         | 28 ans           | 84 (25)          | Crusaders   | Canterbury       |
| Sam Cane            | Troisième ligne aile   | 25 ans           | 40 (55)          | Chiefs      | Bay of Plenty    |
| Jerome Kaino        | Troisième ligne aile   | 34 ans           | 77 (60)          | Blues       | Auckland         |
| Ardie Savea         | Troisième ligne aile   | 23 ans           | 12 (10)          | Hurricanes  | Wellington       |
| Liam Squire         | Troisième ligne aile   | 26 ans           | 8 (5)            | Highlanders | Tasman           |
| Kieran Read         | Troisième ligne centre | 31 ans           | 97 (105)         | Crusaders   | Canterbury       |
| Tawera Kerr-Barlow  | Demi de mêlée          | 26 ans           | 25 (10)          | Chiefs      | Waikato          |
| TJ Perenara         | Demi de mêlée          | 25 ans           | 29 (35)          | Hurricanes  | Wellington       |
| Aaron Smith         | Demi de mêlée          | 28 ans           | 58 (62)          | Highlanders | Manawatu         |
| Beauden Barrett     | Demi d'ouverture       | 26 ans           | 49 (297)         | Hurricanes  | Taranaki         |
| Aaron Cruden        | Demi d'ouverture       | 28 ans           | 47 (322)         | Chiefs      | Manawatu         |
| Lima Sopoaga        | Demi d'ouverture       | 26 ans           | 6 (22)           | Highlanders | Southland        |
| Ryan Crotty         | Centre                 | 28 ans           | 26 (25)          | Crusaders   | Canterbury       |
| Ngani Laumape       | Centre                 | 24 ans           | -                | Hurricanes  | Manawatu         |
| Anton Lienert-Brown | Centre                 | 22 ans           | 9 (10)           | Chiefs      | Waikato          |
| Sonny Bill Williams | Centre                 | 31 ans           | 33 (45)          | Blues       | Counties Manukau |
| Israel Dagg         | Ailier                 | 29 ans           | 61 (128)         | Crusaders   | Hawke's Bay      |
| Waisake Naholo      | Ailier                 | 26 ans           | 12 (30)          | Highlanders | Taranaki         |
| Rieko Ioane         | Ailier                 | 20 ans           | 2 (5)            | Blues       | Auckland         |
| Julian Savea        | Ailier                 | 26 ans           | 52 (225)         | Hurricanes  | Wellington       |
| Jordie Barrett      | Arrière                | 20 ans           | -                | Hurricanes  | Canterbury       |
| Ben Smith           | Arrière                | 31 ans           | 60 (135)         | Highlanders | Otago            |

#### Préparation
Afin de préparer les test-matches contre les Lions, la Nouvelle-Zélande dispute un match face aux Samoa.
| 16 juin 2017 20 h (UTC+12) | Nouvelle-Zélande | 78 - 0 (28 - 0) | Samoa | Eden Park, Auckland 26 129 spectateurs Arbitre : Mathieu Raynal |
| 16 juin 2017 20 h (UTC+12) | Essai(s) : 12 Lienert-Brown (12e), B.Barrett (29e, 58e), A.Savea (33e, 75e), Williams (39e), Dagg (41e), J.Savea (51e), Taylor (55e), Fifita (62e), Perenara (71e) et Cane (78e) Transformation(s) : 9 B.Barrett (13e, 30e, 34e, 40e, 43e, 57e, 61e), Sopoaga (63e et 78e) |                 |       | Eden Park, Auckland 26 129 spectateurs Arbitre : Mathieu Raynal |
| 16 juin 2017 20 h (UTC+12) | |                 |       | Eden Park, Auckland 26 129 spectateurs Arbitre : Mathieu Raynal |

## Résultats
Les Lions commencent leur tournée par une rencontre face aux Barbarians néo-zélandais. Pour cette occasion, les Barbarians forment une sélection des meilleurs joueurs évoluant en Mitre 10 Cup, le championnat des provinces néo-zélandaises, second échelon du rugby professionnel derrière les franchises de Super Rugby.
Les Lions remportent le premier match sur le score de 13 à 7 à l'issue d'une rencontre disputée.
| 3 juin 2017 19 h 35 (UTC+12) | Barbarians de la Nouvelle-Zélande                                            | 7 - 13 (7 - 3) | Lions | Okara Park, Whangarei 19 519 spectateurs Arbitre : Angus Gardner |
| 3 juin 2017 19 h 35 (UTC+12) | Essai(s) : 1 Anderson-Heather (22e) Transformation(s) : 1 Gatland (en) (23e) |                | Essai(s) : 1 Watson (51e) Transformation(s) : 1 Farrell (52e) Pénalité(s) : 2 Sexton (16e), Laidlaw (42e) | Okara Park, Whangarei 19 519 spectateurs Arbitre : Angus Gardner |
| 3 juin 2017 19 h 35 (UTC+12) |                                                                              |                | | Okara Park, Whangarei 19 519 spectateurs Arbitre : Angus Gardner |

Le mercredi suivant, les Lions affrontent la première des cinq franchises de Super Rugby, les Blues de Auckland, qui alignent une équipe composée de joueurs internationaux All Blacks (James Parsons, Charlie Faumuina, Ofa Tu'ungafasi, Augustine Pulu, Sonny Bill Williams, Rieko Ioane et George Moala). Les Lions perdent ainsi le premier match de leur tournée sur le score de 22 à 16.
| 7 juin 2017 19 h 35 (UTC+12) | Blues | 22 - 16 (12 - 10) | Lions | Eden Park, Auckland 40 639 spectateurs Arbitre : Pascal Gaüzère |
| 7 juin 2017 19 h 35 (UTC+12) | Essai(s) : 3 R. Ioane (6e), Williams (40e), West (74e) Transformation(s) : 2 Perofeta (40e), West (75e) Pénalité(s) : 1 West (52e) |                   | Essai(s) : 1 Stander (17e) Transformation(s) : 1 Halfpenny (18e) Pénalité(s) : 3 Halfpenny (24e, 65e, 70e) Carton(s) jaune(s) : Williams (56e) | Eden Park, Auckland 40 639 spectateurs Arbitre : Pascal Gaüzère |
| 7 juin 2017 19 h 35 (UTC+12) | |                   | | Eden Park, Auckland 40 639 spectateurs Arbitre : Pascal Gaüzère |

Les Crusaders, équipe invaincue en cette saison de Super Rugby, alignent également leurs joueurs internationaux (Joe Moody, Codie Taylor, Owen Franks, Wyatt Crockett, Sam Whitelock, Luke Romano, Matt Todd et Israel Dagg). À l'issue d'un match sans essai, les Lions s'imposent sur le score de 12 à 3 grâce à quatre pénalités d'Owen Farrell.
| 10 juin 2017 19 h 35 (UTC+12) | Crusaders                     | 3 - 12 (3 - 9) | Lions                                          | Rugby League Park, Christchurch 20 497 spectateurs Arbitre : Mathieu Raynal |
| 10 juin 2017 19 h 35 (UTC+12) | Pénalité(s) : 1 Mo'unga (24e) |                | Pénalité(s) : 4 Farrell (12e, 15e, 30e et 70e) | Rugby League Park, Christchurch 20 497 spectateurs Arbitre : Mathieu Raynal |
| 10 juin 2017 19 h 35 (UTC+12) |                               |                |                                                | Rugby League Park, Christchurch 20 497 spectateurs Arbitre : Mathieu Raynal |

Le quatrième match de la tournée est programmé contre les Highlanders de la province d'Otago. Seuls certains internationaux sont lignés pour ce match, dont Lima Sopoaga et Waisake Naholo, tous deux présents dans la liste néo-zélandaise pour les test-matchs. Les Lions perdent leur second match de préparation sur le score de 23 à 22.
| 13 juin 2017 19 h 35 (UTC+12) | Highlanders | 23 - 22 (10 - 10) | Lions | Forsyth Barr Stadium, Dunedin 29 620 spectateurs Arbitre : Angus Gardner |
| 13 juin 2017 19 h 35 (UTC+12) | Essai(s) : 2 Naholo (25e), Coltman (59e) Transformation(s) : 2 Sopoaga (26e), Banks (en) (60e) Pénalité(s) : 3 Sopoaga (3e, 50e), Banks (73e) |                   | Essai(s) : 3 Joseph (29e), Seymour (42e), Warburton (52e) Transformation(s) : 2 Biggar (30e, 53e) Pénalité(s) : 1 Biggar (15e) | Forsyth Barr Stadium, Dunedin 29 620 spectateurs Arbitre : Angus Gardner |
| 13 juin 2017 19 h 35 (UTC+12) | |                   | | Forsyth Barr Stadium, Dunedin 29 620 spectateurs Arbitre : Angus Gardner |

Les Lions affrontent ensuite les Maoris de Nouvelle-Zélande, une semaine avant le premier test-match. Les Maoris All Blacks sont une équipe de joueurs invités ayant des origines Maoris. Sont présents des joueurs internationaux, dont deux faisant partie de la liste néo-zélandaise pour les test-matchs, Rieko Ioane et Tawera Kerr-Barlow. Les Lions remportent la rencontre avec une deuxième mi-temps gagnée 20 points à 0.
| 17 juin 2017 19 h 35 (UTC+12) | Maoris All Blacks | 10 - 32 (10 - 12) | Lions | Forsyth Barr Stadium, Rotorua 28 177 spectateurs Arbitre : Jaco Peyper |
| 17 juin 2017 19 h 35 (UTC+12) | Essai(s) : 1 Messam (11e) Transformation(s) : 1 McKenzie (12e) Pénalité(s) : 1 McKenzie (21e) Carton(s) jaune(s) : Kerr-Barlow (46e) |                   | Essai(s) : 2 de pénalité (50e), Itoje (54e) Transformation(s) : 1 Halfpenny (55e) Pénalité(s) : 6 Halfpenny (4e, 9e, 19e, 32e, 43e, 69e) | Forsyth Barr Stadium, Rotorua 28 177 spectateurs Arbitre : Jaco Peyper |
| 17 juin 2017 19 h 35 (UTC+12) | |                   | | Forsyth Barr Stadium, Rotorua 28 177 spectateurs Arbitre : Jaco Peyper |

Pour le dernier match amical avant le premier test-match, les Chiefs alignent une équipe remaniée.
| 20 juin 2017 19 h 35 (UTC+12) | Chiefs                                                                      | 6 - 34 (6 - 13) | Lions | Waikato Stadium, Hamilton 29 974 spectateurs Arbitre : Jérôme Garcès |
| 20 juin 2017 19 h 35 (UTC+12) | Pénalité(s) : 2 Donald (21e, 40e+1) Carton(s) jaune(s) : 1 Brown (en) (54e) |                 | Essai(s) : 4 Nowell (24e, 58e), de pénalité (53e), Payne (63e) Transformation(s) : 3 Biggar (25e, 59e, 64e) Pénalité(s) : 2 Biggar (9e, 17e) Carton(s) jaune(s) : 1 Marler (12e) | Waikato Stadium, Hamilton 29 974 spectateurs Arbitre : Jérôme Garcès |
| 20 juin 2017 19 h 35 (UTC+12) |                                                                             |                 | | Waikato Stadium, Hamilton 29 974 spectateurs Arbitre : Jérôme Garcès |

| 27 juin 2017 19 h 35 (UTC+12) | Hurricanes | 31 - 31 (7 - 23) | Lions | Westpac Stadium, Wellington 38 690 spectateurs Arbitre : Romain Poite |
| 27 juin 2017 19 h 35 (UTC+12) | Essai(s) : 4 Gibbins (en) (27e), Laumape (41e), Goosen (en) (68e), Fifita (71e) Transformation(s) : 4 J. Barrett (29e, 43e, 68e, 71e) Pénalité(s) : 1 J. Barrett (50e) Carton(s) jaune(s) : 1 Tahuriorangi (52e) |                  | Essai(s) : 3 Seymour (18e, 55e), North (36e) Transformation(s) : 2 Biggar (19e, 38e) Pénalité(s) : 4 Biggar (10e, 22e, 31e, 52e) Carton(s) jaune(s) : 1 Henderson (66e) | Westpac Stadium, Wellington 38 690 spectateurs Arbitre : Romain Poite |
| 27 juin 2017 19 h 35 (UTC+12) | |                  | | Westpac Stadium, Wellington 38 690 spectateurs Arbitre : Romain Poite |

## Résultats des test-matchs

### Match 1
| 24 juin 2017 19 h 35 (UTC+12) | Nouvelle-Zélande | 30 - 15 (13 - 8) | Lions | Eden Park, Auckland 48 181 spectateurs Arbitre : Jaco Peyper |
| 24 juin 2017 19 h 35 (UTC+12) | Essai(s) : 3 Taylor (19e), R. Ioane (55e, 69e) Transformation(s) : 3 B. Barrett (19e, 56e, 69e) Pénalité(s) : 3 B. Barrett (13e, 33e, 61e) |                  | Essai(s) : 2 O'Brien (37e), Webb (80e+1) Transformation(s) : 1 Farrell (80e+2) Pénalité(s) : 1 Farrell (30e) | Eden Park, Auckland 48 181 spectateurs Arbitre : Jaco Peyper |
| 24 juin 2017 19 h 35 (UTC+12) | |                  | | Eden Park, Auckland 48 181 spectateurs Arbitre : Jaco Peyper |

| Nouvelle-Zélande Titulaires 15 Ben Smith 14 Rieko Ioane 13 Ryan Crotty 12 Sonny Bill Williams 11 Israel Dagg 10 Beauden Barrett 09 Aaron Smith 08 Kieran Read 07 Sam Cane 06 Jerome Kaino 05 Sam Whitelock 04 Brodie Retallick 03 Owen Franks 02 Codie Taylor 01 Joe Moody Remplaçants 16 Nathan Harris 17 Wyatt Crockett 18 Charlie Faumuina 19 Scott Barrett 20 Ardie Savea 21 TJ Perenara 22 Aaron Cruden 23 Anton Lienert-Brown Entraîneur Steve Hansen |  | Lions Titulaires Liam Williams 15 Elliot Daly 14 Jonathan Davies 13 Ben Te'o 12 Anthony Watson 11 Owen Farrell 10 Conor Murray 90 Taulupe Faletau 80 Sean O'Brien 70 Peter O'Mahony 60 George Kruis 50 Alun Wyn Jones 40 Tadhg Furlong 30 Jamie George 20 Mako Vunipola 10 Remplaçants Ken Owens 16 Jack McGrath 17 Kyle Sinckler 18 Maro Itoje 19 Sam Warburton 20 Rhys Webb 21 Jonathan Sexton 22 Leigh Halfpenny 23 Entraîneur Warren Gatland |

Le premier test-match de la tournée se déroule le samedi 24 juin à l'Eden Park d'Auckland.  Du côté des Lions, le capitaine , Sam Warburton, commence en tant que remplaçant, laissant son  rôle à Peter O'Mahony. À l'ouverture, Owen Farrell est préféré à Jonathan Sexton. Les arrières Leigh Halfpenny et George North ne commencent pas la rencontre. Du côté des All Blacks, l'ailier Rieko Ioane est titularisé pour sa troisième sélection internationale aux dépens de Julian Savea. Son frère Ardie commence le match sur le banc, laissant le poste de troisième ligne aile à Sam Cane. Le talonneur Dane Coles est forfait sur blessure pour l'ouverture de la tournée, ce qui profite à Codie Taylor.
Les All Blacks l'emportent brillamment au terme d'un match plus serré que ne l'indique le score et surtout, très offensif. L'ailier Rieko Ioane, 20 ans, justifie la décision de Steve Hansen qui l'a préféré à Julian Savea : il signe un doublé (55e ; 70e). Le premier essai survient après une mêlée dévastatrice suivie d'une passe de Read ; le second sur une erreur de Liam Williams à la suite d'une chandelle. Mais les Lions ne sont pas en reste, avec notamment un essai de Sean O'Brien faisant suite à une relance de Liam Williams.

### Match 2
| 1er juillet 2017 19 h 35 (UTC+12) | Nouvelle-Zélande                                                                                     | 21 - 24 (9 - 9) | Lions | Westpac Stadium, Wellington 38 931 spectateurs Arbitre : Jérôme Garcès |
| 1er juillet 2017 19 h 35 (UTC+12) | Pénalité(s) : 7 B. Barrett (20e, 32e, 37e, 48e, 54e, 58e, 67e) Carton(s) rouge(s) : 1 Williams (25e) |                 | Essai(s) : 2 Faletau (60e), Murray (69e) Transformation(s) : 1 Farrell (70e) Pénalité(s) : 4 Farrell (23e, 34e, 40e+1, 78e) Carton(s) jaune(s) : 1 Vunipola (56e) | Westpac Stadium, Wellington 38 931 spectateurs Arbitre : Jérôme Garcès |
| 1er juillet 2017 19 h 35 (UTC+12) | |                 | | Westpac Stadium, Wellington 38 931 spectateurs Arbitre : Jérôme Garcès |

| Nouvelle-Zélande Titulaires 15 Israel Dagg 14 Waisake Naholo 13 Anton Lienert-Brown 12 Sonny Bill Williams 11 Rieko Ioane 10 Beauden Barrett 09 Aaron Smith 08 Kieran Read 07 Sam Cane 06 Jerome Kaino 05 Sam Whitelock 04 Brodie Retallick 03 Owen Franks 02 Codie Taylor 01 Joe Moody Remplaçants 16 Nathan Harris 17 Wyatt Crockett 18 Charlie Faumuina 19 Scott Barrett 20 Ardie Savea 21 TJ Perenara 22 Aaron Cruden 23 Ngani Laumape Entraîneur Steve Hansen |  | Lions Titulaires Liam Williams 15 Anthony Watson 14 Jonathan Davies 13 Owen Farrell 12 Elliot Daly 11 Jonathan Sexton 10 Conor Murray 90 Taulupe Faletau 80 Sean O'Brien 70 Sam Warburton 60 Alun-Wyn Jones 50 Maro Itoje 40 Tadhg Furlong 30 Jamie George 20 Mako Vunipola 10 Remplaçants Ken Owens 16 Jack McGrath 17 Kyle Sinckler 18 Courtney Lawes 19 CJ Stander 20 Rhys Webb 21 Ben Te'o 22 Jack Nowell 23 Entraîneur Warren Gatland |

Pour ce deuxième test joué sous la pluie, Warren Gatland fait enfin débuter son capitaine Sam Warburton et aligne la doublette Sexton-Farrell en 10 et en 12. Les Lions s'imposent sur un essai décisif de Conor Murray, le demi de mêlée irlandais, après une percée de Jamie George. Les « Nordistes » s'imposent deux essais à zéro. Le match est marqué par un carton rouge infligé dès la 25e minute à Sonny Bill Williams, coupable d'un plaquage dangereux sur Anthony Watson. L'arbitre M. Garcès applique le règlement sans sourciller.
Les All Blacks, malgré leur infériorité numérique, mènent longtemps au score, mais Beauden Barrett laisse échapper neuf points au pied. Les Lions s'imposent en fin de partie grâce à deux essais, de Faletau en bout de ligne, puis de Murray.

### Match 3
| 8 juillet 2017 19 h 35 (UTC+12) | Nouvelle-Zélande | 15 - 15 (12 - 6) | Lions                                                    | Eden Park, Auckland 48 609 spectateurs Arbitre : Romain Poite |
| 8 juillet 2017 19 h 35 (UTC+12) | Essai(s) : 2 Laumape (15e), J. Barrett (36e) Transformation(s) : 1 B. Barrett (16e) Pénalité(s) : 1 B. Barrett (68e) Carton(s) jaune(s) : 1 Kaino (50e) |                  | Pénalité(s) : 5 Farrell (21e, 33e, 60e, 78e), Daly (41e) | Eden Park, Auckland 48 609 spectateurs Arbitre : Romain Poite |
| 8 juillet 2017 19 h 35 (UTC+12) | |                  |                                                          | Eden Park, Auckland 48 609 spectateurs Arbitre : Romain Poite |

| Nouvelle-Zélande Titulaires 15 Jordie Barrett 14 Israel Dagg 13 Anton Lienert-Brown 12 Ngani Laumape 11 Julian Savea 10 Beauden Barrett 09 Aaron Smith 08 Kieran Read 07 Sam Cane 06 Jerome Kaino 05 Sam Whitelock 04 Brodie Retallick 03 Owen Franks 02 Codie Taylor 01 Joe Moody Remplaçants 16 Nathan Harris 17 Wyatt Crockett 18 Charlie Faumuina 19 Scott Barrett 20 Ardie Savea 21 TJ Perenara 22 Aaron Cruden 23 Malakai Fekitoa Entraîneur Steve Hansen |  | Lions Titulaires Liam Williams 15 Anthony Watson 14 Jonathan Davies 13 Owen Farrell 12 Elliot Daly 11 Jonathan Sexton 10 Conor Murray 90 Taulupe Faletau 80 Sean O'Brien 70 Sam Warburton 60 Alun-Wyn Jones 50 Maro Itoje 40 Tadhg Furlong 30 Jamie George 20 Mako Vunipola 10 Remplaçants Ken Owens 16 Jack McGrath 17 Kyle Sinckler 18 Courtney Lawes 19 CJ Stander 20 Rhys Webb 21 Ben Te'o 22 Jack Nowell 23 Entraîneur Warren Gatland |

Le match ne trouve pas de vainqueur : 15-15, même si les All Blacks marquent deux essais à zéro. 
Les All Blacks inscrivent le premier essai sur une longue passe au pied de Beauden Barrett pour son frère Jordie sur l'aile droite, qui rabat le ballon pour son centre Laumape, lequel va aplatir. Le second essai est inscrit par Jordie Barrett en bout de ligne sur l'aile gauche sur une attaque en première main faisant suite à une touche et une pénétration suivie d'une passe après contact à une main de Lienert-Brown qui crée le décalage. Les All Blacks ont joué dix minutes à quatorze à la suite du carton jaune infligé à Jérôme Kaino pour un plaquage dangereux.  
Mais les Néo-zélandais ont souffert du relatif manque de réussite de Beauden Barrett dans les tirs au but. Il échoue sur deux coups de pied, laissant cinq points en route. Les Lions, eux, ont fait cent pour cent par Farrell et Daly. À noter aussi le très bon match de Maro Itoje dans le combat et du centre Jonathan Davies en défense.
La deuxième période est plutôt à l'avantage des Lions, même s'ils ne se procurent pas de vraies occasions d'essai. Le match se termine par une décision d'arbitrage cruciale de M. Poite : après l'égalisation à 15-15, sur le renvoi, les Lions commettent un en-avant sur la réception par Liam Williams, repris hors-jeu par Ken Owens. M. Poite siffle une pénalité puis demande la vidéo. Il revient sur sa décision au motif que Ken Owens a repris le ballon involontairement : il donne une mêlée et prive les All Blacks d'une pénalité bien placée — une décision qui fera débat.

## Popularité

### «Adopte un Lion»
De nombreux supporters britanniques et irlandais sont attendus en Nouvelle-Zélande pour suivre la tournée des Lions. Le prix du voyage et de l'hébergement sur plusieurs semaines étant élevé, les supporters néo-zélandais s'organisent afin d'accueillir leurs homologues. Pour cela, une opération « Adopte un Lion » est lancé via le réseau social Facebook afin d'aider financièrement les supporters britanniques et irlandais.

## Économie

### Médiatisation
Les test-matchs et les matchs amicaux sont intégralement diffusés sur la chaine Sky Sports pour l'ensemble du Royaume-Uni et de l'Irlande. Localement, les matchs sont diffusés sur Sky Sport New Zealand. La station radio Talksport possède l'exclusivité de traiter des matchs en direct au Royaume-Uni.
En France, c'est le groupe Canal Plus qui possède les droits de diffusion de la tournée des Lions.